# Амвросий Николау
Амвросий (на гръцки: Αμβρόσιος, Амвросиос) е гръцки духовник, митрополит на Цариградската патриаршия.

## Биография
Роден е като Илияс Николау (Ηλίας Νικολάου) в 1917 година в Навпакт. Учи в Богословския факултет на Атинския университет. В 1940 година е ръкоположен за дякон от Амвросий Фтиотидски, а в 1946 той го ръкополага и за презвитер и архимандрит. Служи като свещеник, военен свещеник и секретар на Светия Синод на Църквата на Гърция. На 4 март 1956 г. е ръкоположен за титулярен христуполски епископ, викарий на митрополит Яков в Митилинската митрополия.
На 22 септември 1958 г. е избран за елевтеруполски митрополит в Правища. При управлението му в Правища и с усилията му са построени новата епископия, библиотеката Папахристидиос, женското и мъжко училище интернат. Епископия е издигната и в Кале чифлик (Неа Перамос), където се е намирало старото седалище на епархията Алектрополис. Митрополит Амвросий организира летни църковни лагери, реорганизира духовенството и ръководи строежа на 44 църкви и 3 манастира.
Умира в Атина на 27 юли 1984 година. Погребан е в задната част на храма „Свети Константин“ в Неа Перамос.